# Montalvânia
Montalvânia là một đô thị thuộc bang Minas Gerais, Brasil. Đô thị này có diện tích 1484,388 km², dân số năm 2007 là 15961 người, mật độ 11,6 người/km².